# واردا (مهاراشترا)
واردا (به انگلیسی: Wardha) یک منطقهٔ مسکونی در هند است که در Wardha district واقع شده‌است. واردا ۷۰ کیلومتر مربع مساحت و ۱۲۶٬۴۴۴ نفر جمعیت دارد و ۲۳۴ متر بالاتر از سطح دریا واقع شده‌است.